# Куршум в главата
„Куршум в главата“ (на английски: Bullet to the Head) е американски екшън филм от 2012 г. на режисьора Уолтър Хил. Сценарият на Алесандро Камон е базиран на френския роман Du plomb dans la tête, написан от Матц и илюстриран от Колин Уилсън. Александра Милчън, Алфред Гоу, Майлс Милар, Къртни Соломон и Кевин Кинг-Темпелтън са продуценти на филма. Във филма участват Силвестър Сталоун, Сунг Канг, Сара Шахи, Адеуале Акинуйе-Агбадже, Крисчън Слейтър и Джейсън Момоа.